# Conservatorio Nacional de Música Francisco Díaz Zelaya
El Conservatorio Nacional de Música Francisco Ramón Díaz Zelaya, es una institución de educación media, cuya especialidad es la de formar jóvenes músicos instrumentistas y que puedan formar parte de los distintos grupos musicales e instituciones de enseñanza musical en Honduras.
El Conservatorio Nacional de Música F.R.D.Z., es una de las escuelas artísticas de la Dirección de Cultura y de Honduras a través de la Dirección de Educación y Formación Artística. Actualmente el dirección interina del Conservatorio se encuentra a cargo del maestro Daniel Gómez Lemus.

## Historia
La institución fue fundada como Escuela Vocacional de Música  en el mes de octubre del año 1936, por el músico y maestro Francisco Ramón Díaz Zelaya, originario del municipio de Ojojona, Francisco Morazán. El fin era el de formar músicos para la Banda de los Supremos Poderes de la cual el maestro Díaz Zelaya fue su director. El local que albergó a la institución estaba ubicado en los bajos del Estadio Nacional Tiburcio Carías Andino, luego pasó a ocupar el local de la Escuela República de México en La Isla. Luego, para que la institución fuera reconocida por el Ministerio de Educación, una vez más, cambió su nombre a Escuela de Artes Musicales FRDZ, para que por último recibiera el nombre de Conservatorio Nacional de Música FRDZ y allí funcionó junto a la Banda de Los Supremos Poderes, como edificio propio hasta el 31 de octubre de 1998, el cual fue destruido por el Huracán Micht, donde se perdió irreparablemente todo el material, mobiliario e instrumentos musicales.

## Grupos y demás
En el Conservatorio Nacional de Música Francisco Ramón Díaz Zelaya existen Grupos musicales tales Como: La Banda Sinfónica Juvenil, La orquesta Sinfónica Juvenil, y grupos de cámara de viento, cuerda y percusión., El personal docente está conformado en su mayoría por egresados del Conservatorio en las diferentes especialidades y por profesores de área general. Actualmente el Conservatorio tiene dos planes de estudios: Uno de Ciclo Básico Musical y Bachillerato en Música ambos de tres años de duración y también tiene un plan de cursos libres que se imparte los sábados, los interesados pueden ingresar a partir de los 7 años de edad.

## Instrumentos a Elegir
Viento Madera
- Flauta Traversa
- Oboe
- Clarinete
- Saxofón
- Fagot

Viento Metal
- Corno Francés
- Trompeta
- Trombón
- Barítono
- Tuba

Cuerda Frotada
- Violín
- Viola
- Violoncello
- Contrabajo

Cuerda Percutida y Punteada
- Piano
- Guitarra

Percusión
- Marimba y Xilófono
- Todos los instrumentos de percusión con altura indefinida

## Localización
El Conservatorio Nacional de Música F.R.D.Z. Actualmente se encuentra en la Col. Hato de enmedio
- Datos: Q60967039